# جویس کامپتون
جویس کامپتون (انگلیسی: Joyce Compton; زاده ۲۷ ژانویهٔ ۱۹۰۷ – درگذشته ۱۳ اکتبر ۱۹۹۷) یک هنرپیشه اهل ایالات متحده آمریکا بود.

## گزیده فیلمشناسی
از فیلم‌ها یا برنامه‌های تلویزیونی که وی در آن نقش داشته‌است می‌توان به آثار زیر اشاره کرد.
- سلام نظامی (فیلم ۱۹۲۹) (۱۹۲۹)
- زنان همه ملت‌ها (۱۹۳۱)
- بانو و آقا (۱۹۳۲)
- مبارزه برای عدالت (۱۹۳۲)
- تقلید زندگی (فیلم ۱۹۳۴) (۱۹۳۴)
- وسوسه باشکوه (۱۹۳۵)
- حقیقت تلخ (۱۹۳۷)
- ستاره‌ای انتخاب کن (۱۹۳۷)
- تو و من (۱۹۳۸)
- آخرین اخطار (۱۹۳۸)
- باد بسامان (۱۹۳۸)
- رینو (۱۹۳۹)
- بالالایکا (۱۹۳۹)
- کارکنان (۱۹۴۱)
- میلدرد پیرس (فیلم) (۱۹۴۵)
- کریسمس در کنتیکت (۱۹۴۵)
- بهترین سال‌های زندگی ما (۱۹۴۶)
- شب و روز (۱۹۴۶)
- ترسیده در حد مرگ (۱۹۴۷)
- متأسفم، شماره اشتباه است (۱۹۴۸)
- جو یانگ قدرتمند (۱۹۴۹)